# Ratkovo (powiat Martin)
Ratkovo – wieś (obec) na Słowacji położona w kraju żylińskim, w okręgu Martin. Pierwsze wzmianki o miejscowości pochodzą z roku 1489.
Według danych z dnia 31 grudnia 2010, wieś zamieszkiwało 176 osób, w tym 85 kobiet i 91 mężczyzn.
W 2001 roku rozkład populacji względem narodowości i przynależności etnicznej wyglądał następująco:
- Słowacy – 100,0%